# Côte châlonnaise
Côte châlonnaise este o arie protejată (sit de importanță comunitară — SCI) din Franța întinsă pe o suprafață de 2.926 ha, integral pe uscat.

## Localizare
Centrul sitului Côte châlonnaise este situat la coordonatele 46°41′16″N 4°39′13″E / 46.68778°N 4.65361°E.

## Înființare
Situl Côte châlonnaise a fost declarat arie specială de conservare în baza directivei 92/43 din 1992 referitoare la conservarea habitatelor naturale și a faunei și florei sălbatice pentru a proteja 6 specii de animale.

## Biodiversitate
Situată în ecoregiunea continentală, aria protejată conține 11 habitate naturale: Formațiuni stabile xerotermofile de Buxus sempervirens pe pante stâncoase (Berberidion p.p.), Formațiuni de Juniperus communis pe lande sau pajiști calcaroase, Fânețe de joasă altitudine (Alopecurus pratensis, Sanguisorba officinalis), Pajiști carstice calcaroase sau bazofile, de Alysso-Sedion albi, Pajiști uscate seminaturale și facies de acoperire cu tufișuri pe substraturi calcaroase (Festuco-Brometalia) (* situri importante pentru orhidee), Pante stâncoase calcaroase cu vegetație casmofită, Grohotișuri medio-europene calcaroase, de la nivel colinar și montan, Grohotișuri calcaroase și de șisturi calcaroase de la nivelul montan până la nivelul alpin (Thlaspietea rotundifolii), Peșteri inaccesibile publicului, Păduri de fag acidofile atlantice, cu subarboret de Ilex și, uneori, de asemenea, Taxus, la nivelul arbuștilor (Quercion robori-petraeae sau Ilici-Fagenion), Păduri de fag Asperulo-Fagetum.
La baza desemnării sitului se află mai multe specii protejate:
- mamifere (5): liliac cârn (Barbastella barbastellus), liliac cărămiziu (Myotis emarginatus), liliac comun (Myotis myotis), liliacul mare cu potcoavă (Rhinolophus ferrumequinum), liliacul mic cu potcoavă (Rhinolophus hipposideros)
- nevertebrate (1): fluturele auriu (Euphydryas aurinia)

Pe lângă speciile protejate, pe teritoriul sitului au mai fost identificate 10 specii de plante, 20 de specii de păsări, 1 specie de amfibieni, 8 specii de mamifere, 7 specii de nevertebrate, 5 specii de reptile.